# Ein Fall für Cleopatra Jones
Ein Fall für Cleopatra Jones ist ein US-amerikanischer Blaxploitation-Film aus dem Jahr 1973.

## Handlung
Während die US-Spezialagentin des US-Präsidenten Cleopatra in Asien eine Mohnplantage durch die Luftwaffe eines befreundeten Staates in Brand setzen lässt, nutzt Mommy (Chefin des so geschädigten Drogensyndikats) deren Abwesenheit, um mittels korrupter Beamter im B&S-House, einem Drogenentziehungsprojekt, eine Razzia durchführen zu lassen und sie damit in die Vereinigten Staaten zurückzuholen.
Wie gewünscht, werden dem Bewohner Jimmy Beeker Drogen untergejubelt und dieser festgenommen. Nun droht dem von Cleo unterstützten Projekt die Schließung.
Mit Hilfe der Brüder Mat und Mel Johnson wird der korrupte Polizist festgenommen.
Dem geckenhaft auftretenden und sich mit einem gelb livrierten Butler umgebenden Ganoven Doodlebug bekommt sein Versuch nicht, sich von Mommy abzusetzen und eine eigene Truppe aufbauen zu wollen. Mommy lässt ihn ermorden, indem Trucks Doodlebugs Wagen auf der Straße zermalmen.
Schließlich findet auf einem Schrottplatz der Showdown statt, wobei Mommy ihr Leben lässt.
Am Ende ist das Projekt Jones’ Freundes Reuben gerettet und der unschuldige Jimmy wird befreit.

## Kritik
„Actionfilm mit ziemlich klischeehafter Symbolik und genreüblichen Härten.“

## Ergänzendes
Der Film wurde 1975 mit dem Film Cleopatra Jones gegen die Drachenlady fortgesetzt. Die Figur der Cleopatra wurde 1977 als Cleopatra Shwartz in Kentucky Fried Movie persifliert.